# Erik Reyna
Erik Reyna (Guadalajara, Jalisco, México; 21 de octubre de 1989) es un futbolista mexicano. Juega de Centrocampista.Jugó con el Valledupar Fútbol Club de Colombia.

## Clubes
| Club             | País     | Año  |
| ---------------- | -------- | ---- |
| Cruz Azul Jasso  | México   | 2008 |
| Deportivo Oro    | México   | 2009 |
| Cachorros UdeG   | México   | 2009 |
| Indios de Juárez | México   | 2010 |
| Valledupar F.C.  | Colombia | 2013 |